# Willoughby Hamilton (Tennisspieler)

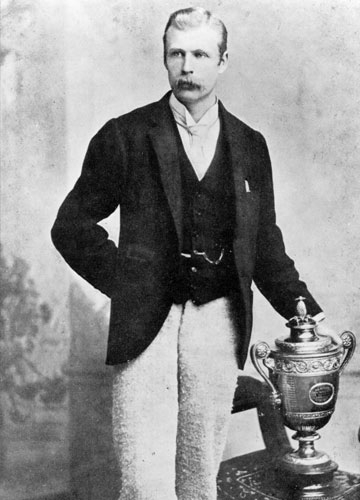
Willoughby James Hamilton

Willoughby James „Willoby“ Hamilton (* 9. Dezember 1864 in Monasterevin, Kildare, Irland; † 27. September 1943 in Dublin) war ein irischer Tennisspieler. Er siegte unter anderem im Einzel der Wimbledon Championships 1890 sowie 1889 bei den irischen Meisterschaften.

## Leben
Hamilton war ein vielseitiger Sportler, so kam er 1885 gemeinsam mit seinem Bruder Drummond zu einem Einsatz für die irische Fußballnationalmannschaft in einer Partie gegen Wales (Endstand 2:8). Bereits ab 1884 nahm er an Tennisturnieren teil. Seine äußere Erscheinung wurde als bleich und zerbrechlich beschrieben, was ihm den Spitznamen Ghost („Geist“) einbrachte. Im Tennis war er für seine harte Vorhand bekannt, die Irish Drive genannt wurde.
Im Jahre 1889 gewann Hamilton den Einzeltitel der Herren bei den irischen Meisterschaften. In den Jahren 1886 bis 1888 gewann er jeweils den Doppeltitel desselben Turniers, 1889 den Titel im Mixed, zusammen mit seiner Landsfrau Lena Rice.
In Wimbledon brach Hamilton die jahrelange Dominanz von William Renshaw beim Herren-Einzel mit zwei spektakulären Siegen über ihn. Der erste Sieg im Jahr 1888 bedeutete das Ende von Renshaws Erfolgsserie mit 14 Siegen, die zu damaliger Zeit ein Rekord war. Bei den Meisterschaften im Jahre 1890 trafen beide in der Challenge Round aufeinander, Hamilton war der Herausforderer. Das Spiel war über fünf Sätze ausgeglichen, am Ende ging Hamilton mit einem Ergebnis als Sieger des Spiels und damit des Turniers vom Platz.
Im folgenden Jahr erkrankte er an jedoch einer Blutvergiftung, so dass er seinen Titel in Wimbledon nicht verteidigen konnte. Danach beendete er seine Tenniskarriere und arbeitete als Börsenmakler. Am 31. Mai 1894 heiratete er Sophia Jane Thomson.
Im Badminton gewann er 1902 bei den erstmals ausgetragenen Irish Open gemeinsam mit seinem Bruder Blayney die Herrendoppelkonkurrenz. Sein Neffe Willoughby Hamilton war ebenfalls im Badminton erfolgreich.
Er starb 1943 im Alter von 78 Jahren im Dubliner Stadtteil Dundrum.

## Titel

### Einzel
| Nr. | Jahr | Turnier                 | Finalgegner     | Endergebnis             |
| --- | ---- | ----------------------- | --------------- | ----------------------- |
| 1.  | 1889 | Irische Meisterschaften | Ernest Renshaw  | 12:10, 6:1, 6:3         |
| 2.  | 1890 | Wimbledon Championships | William Renshaw | 6:8, 6:2, 3:6, 6:1, 6:1 |

### Doppel
| Nr. | Jahr | Turnier                 | Partner               | Finalgegner | Endergebnis |
| --- | ---- | ----------------------- | --------------------- | ----------- | ----------- |
| 1.  | 1886 | Irische Meisterschaften | Thomas Spread Campion |             |             |
| 2.  | 1887 | Irische Meisterschaften | Thomas Spread Campion |             |             |
| 3.  | 1888 | Irische Meisterschaften | Thomas Spread Campion |             |             |

### Gemischtes Doppel
| Nr. | Jahr | Turnier                 | Partnerin | Finalgegner | Endergebnis |
| --- | ---- | ----------------------- | --------- | ----------- | ----------- |
| 1.  | 1889 | Irische Meisterschaften | Lena Rice |             |             |